# قائمة منتجات النفط الخام
في صناعة النفط الدولية يتم تداول منتجات النفط الخام في بورصات النفط المختلفة على أساس الخصائص الكيميائية لها، ومواقع التسليم، والبنود المالية. الخصائص الكيميائية، أو مقايسات النفط الخام تحدد خصائص مهمة للنفط. أماكن التسليم عادة ما تكون الموانئ البحرية القريبة من حقول النفط التي تم الحصول على النفط الخام منها، والتسعير عادة يتم تحديده على أساس معيار التسليم على ظهر الباخرة.

## قائمة بمنتجات النفط الخام
- أبو البخوش
- اجبامي
- اكتوبي
- الشاهين
- الجرف
- ألاسكا الشمالية المنحدر
- ألبا (غينيا الاستوائية)
- ألبا (بريطانيا)
- البيان للالثقيلة (أثاباسكا)
- الجزائري المكثفات
- Amenam مزيج
- Amenam / المريخ مزيج
- Ameriven - Hamaca
- آمنة
- اناسوريا
- Antan مزيج
- إضافي العربي الخفيف
- العربي الثقيل
- العربي الخفيف
- حلال الخفيفة / 17 SEG مزيج
- حلال متوسطة
- حلال سوبر الخفيفة
- حلال سوبر الخفيفة Ardjuna
- المكثفات ارون
- Åsgard مزيج
- عتاقة
- ازاديجان
- الأذرية BTC
- الاذربيجاني الخفيف
- BCF - 17
- باخ هو
- Bachaquero 17
- Bachaquero 24
- صلعا
- الباأوباب شجر استوائي
- مزيج البصرة
- البصرة الخفيف
- البصرة الخفيف / ميسا مزيج 30 (35/65)
- بايو تشوكتاو صور
- بايو تشوكتاو الحلو
- بايو أوندان
- Belanak
- مزيج بلاعيم
- بيليدا
- Benchamas
- البريل
- المكثفات بينتولو
- بونجا
- البينيت صور
- بوني الخفيف
- Bontang المكثفات
- بوسكان
- البوري
- انحناءة نهر
- نهر النحاس
- البريقة
- مزيج برنت
- بروناي الخفيفة
- مزيج للحزب الشيوعى الصينى
- كابيندا
- الكندي الاسمية
- Canadon سيكو
- كانو ليمون
- نقيب
- سيبا
- سيبو
- سيرو نيغرو
- بطل
- شنقيط
- سينتا
- كلير
- بحيرة باردة
- القوزاق
- كوزيانا
- DUC
- داليا
- داتشينغ
- مزيج دار
- Djeno
- دوبا
- دورود
- دراوجن
- دبي
- دخان
- Dulang
- الدوري
- EA الخام
- شرق MS ميكس
- إيكوفسك مزيج (النرويج)
- إيكوفسك مزيج
- ش شرارة
- انفيلد
- ايرها
- وفاق سدر
- إيسكالانتي
- اسكرافوس
- ESPO مزيج
- جزيرة يوجين
- حركة فتح
- فايف
- فلوتا
- Foinaven
- فوركادوس (لأوروبا)
- مزيج فوروزان
- الأربعينات من مزيج
- الفلمار طائر
- Furrial
- Galeota ميكس
- جيبسلاند
- جيراسول
- Glitne
- القرين
- العنقاء
- Gullfaks مزيج
- Handil ميكس
- هانز
- هاردينغ
- الثقيلة هارديستي
- الثقيلة لويزيانا الحلو
- Heidrun
- هيبرنيا
- Hungo مزيج
- إيران الثقيلة
- إيران الخفيفة
- برزخ
- الياسمين
- جوتن
- المكثفات كاراتشاجاناك
- كاشاغان
- الخفجي
- Kikeh
- كركوك (السعر العائد الصافي على U. S. الخليج)
- Kissanje مزيج
- كيتينا
- النورس
- كولي
- كويتو
- كومكول
- Kutubu مزيج
- الكويت مزيج
- ابوان
- لاغونا
- Laminaria
- LA ميسيسيبي الحلو
- مزيج لافان
- ضوء ولاية لويزيانا الحلو
- الأسد الخام
- Liuhua
- ليفربول باي °
- لويد مزيج
- زاكوم السفلي
- Lufeng
- MacCulloch
- ماندجي
- مأرب الخفيف (اليف)
- مارليم
- مزيج المريخ
- المريخ / ميسا مزيج (40/60)
- المريخ / مزيج الاورال (50/50)
- المسيلة
- مورين
- مايا
- ميدانيتو
- البحر الأبيض المتوسط سيدي كرير (الثقيلة)
- البحر الأبيض المتوسط سيدي كرير (النور)
- ميسا 30
- ميناس
- الميري
- مزيج مختلط الحلو
- موندو
- مربان[1]
- Naptha كوخ
- N'kossa
- NFC الثاني
- الجرف شمال غرب المكثفات
- نانغ Nuang
- نانهاى الخفيفة
- نابو
- نيمبا
- جديدة مزيج زافيرو
- مزيج النيل
- Njord
- Norne
- نوروز / سوروش
- أودودو
- Oguendjo
- أوكونو
- الدردارية
- عمان مزيج
- اورينتي
- Ormen انج المكثفات
- Oseberg مزيج
- Ösgard مزيج
- المكثفات أوسو
- بالانكا / سويو مزيج
- بانيو
- بنغ لاي
- بنينجتون
- Petrozuata الثقيلة
- ثقب
- بلوتونيو
- منفذ هدسون
- اتجاهات بوسيدون
- البيان للقسط
- قطر البحري
- رابعا Iboe
- ربيع النور
- رن دونغ
- رينكون
- ريو غراندي دو نورتي
- روس
- مزيج الصحراء
- سانتا باربرا
- سارير
- المملكة العربية السعودية الثقيلة
- المملكة العربية السعودية الخفيفة
- المملكة العربية السعودية متوسطة
- Saxi Batuque مزيج
- Schiehallion مزيج
- Senipah
- سيريا الخفيفة
- سيريا الخفيفة التصدير
- شاه دنيز المكثفات
- شنغلى
- سيبيريا الخفيفة
- سينكور
- سيري
- سري
- سيرتيكا
- المكثفات سليبنر
- سنوري
- المكثفات Snøhvit
- سوكول (سخالين الأول)
- Souedieh
- آرني الجنوب
- جنوب الوادي الأخضر
- جنوب لويزيانا الحلو
- Statfjord
- تو سو دن (أسود أسد)
- مزيج السويس
- الحلو مزيج سينكرود
- السورية الخفيفة
- بساط مزيج
- Tempa روسا
- تنجيز
- تيرا نوفا
- المكثفات ثمامة
- تيا خوانا الثقيلة
- تيا خوانا الخفيف
- تريتون نصف إله عند الإغريق
- بالشص مزيج
- التركمان مزيج
- Ukpokiti
- أم الشيف
- زاكوم العلوي
- الاورال (لMediterannean)
- Urucu
- Varg
- فاسكونيا
- Vityaz (سخالين II)
- فولف
- الوفرة
- الغرب سينو
- غرب تكساس الوسيط
- غرب تكساس صور
- حدد غرب كندا
- روز أبيض
- ويدوري
- وليامز Sugarland مزيج
- Wytch المزرعة
- زيكومبا
- يوهو الخام
- زاكوم
- زرزايتين
- بورتو خوسيه
- زويتينة